# 狮子狗
北京狗又稱狮子狗（英語：Pekingese），是一种小型的宠物狗，来自中国，是很受人喜爱的贵族宠物。它天性活泼，驯养它使一些人获得乐趣，在灯下它的眼睛闪闪发亮。
中国人也叫它们为福狗，许多艺术作品里描画它们，受到广泛的推崇。古代中國由於不出產真正的獅子，該種狗又近似西方敘述中的獅子，因此工匠就依照北京狗的樣貌製作石獅子及醒獅，所以被认为是守护神。

## 外形
北京狗有两千多年的历史了，从那时起就很少改变模样。
宠物展都不排斥各种颜色混杂，最常见的是 red sable ，大部分维斯敏斯特北京狗就是这种颜色。黑色和古铜色也很受欢迎，但是狗展上人们却更喜欢浅色的，纯白色（除了面部）北京狗最受欢迎。北京狗的面部颜色一般是黑色，有深棕色的、凸出眼睛；鼻子很小，鼻孔也很小；耳下垂，有长长的饰毛；吻部短，牙齿短小且较钝，上下牙咬合常呈反合状（兜齿）。传说在不列颠北京狗里，有一种蓝（灰）色的。白化病狗是不合标准的。
北京狗的步伐在狗类里很独特。它们的腿是O字型的，走起路来摇摇摆摆，且步态多为“顺拐”，脚为平足，因为中国人驯养它们，进献给皇帝、后妃和太监们作玩伴。但是如果允许，也能追上大狗。O字型腿使它们在走、跑及慢跑时特别吸引人。
北京狗的胸部和尾巴有长长的饰毛，通常尾巴卷起贴在背上，尾巴下垂有时为攻击的信号。
北京狗体重约为7到14磅（3到6公斤），站立时体高6到9英寸（15到23公分）。
雪京巴：通体白色。

## 性情
北京狗性格顽固又有嫉妒心，不要期待招呼它，它就会乖乖来到你身边，也许北京狗要让你知道它身份高贵，所以要有经验才适合驯养。它们具有一定的攻击性，与大部分的犬种都无法很好地相处，但是也可以与部分其它小型犬组成社会。北京狗的个性常被用来和猫比较，但是不尽然。猫可以训练，但北京狗的训练必须要先让它相信这样的训练对于它自己是有好处的。
北京狗适合独身者，它们需要主人的陪伴，并且敌视转移主人注意的目标。它们喜欢更多的关注，所以要注意不要让自己的注意力从它身上移到孩子上，否则它会视孩子为竞争对手。大多健康且经过训练的北京狗对儿童很友好，不过它们并不适合与儿童相处，因为它们对各种牵扯的忍受程度相当低，也不能接受被虐待。不幸的是，有很多父母以为它们是“聪明且自治”的，所以不注意训练，因而引发严重的嫉妒或者其他问题。
北京狗反感生人，领地意识和占有欲都很强，喜吠叫，是一种称职的看家犬。

## 健康
因为北京狗的头很小，面部扁平，所以主要疾病是眼病和呼吸道疾病，还有皮肤过敏症。
另外，因为它腿短身长，比较容易产生腰椎间盘突出的问题。针对这一问题，应避免让其爬楼梯，跳高，后腿站立作揖等对腰椎不利的行为，抱狗时应注意平托，而不是抓着前腿将狗竖着提起来。

## 照料
对于喜爱养北京狗人来说，需要每天给它梳毛，这也是一种乐趣。如果这么做，只需要三个月才到专业梳毛人员那里去一次。当然，当它显露本性，去泥里乱玩后，还是要尽快到梳毛人员那里去，因为把乾泥巴从它漂亮的皮毛上弄下来实属不易。

## 历史
北京狗起源于古代中国，很像亚洲狼。最近用DNA分析证明北京狗是最古老的宠物狗之一。 （页面存档备份，存于）
几个世纪以来都只有皇宫裡的人才能擁有。
1860年第二次鸦片战争期间，紫禁城被英法联军军队闯入。咸丰皇帝逃离，但是他的一个年长的姑母留在京城。当聯軍軍隊闖入时她自杀了，有五只北京狗聚在她的尸体周围哀吠。這五隻北京狗其後被联军掠走，约翰男爵得到了一对，称它们为“Schloff”和“Hytien”，送给了他的姐姐/妹妹，惠灵顿公爵夫人。George Fitzroy男爵得到了另外一对，给了他的两个侄女，Richmond公爵夫人和Gordon公爵夫人。Dunne上尉将第五只北京狗给了联合王国维多利亚女王，起名叫“Looty”。
另外，慈禧太后曾經將幾隻北京狗贈送给幾位美国人，包括銀行家約翰·皮爾龐特·摩根和Alice Roosevelt（第二十六任美國總統西奥多·罗斯福的女兒）。
爱尔兰首只北京狗是由Heuston醫生引进的。他在中国进行天花疫苗接种，影响巨大。为了感谢他，清朝大臣李鸿章送给他一对北京狗，起名叫“Chang”(「章」)和“Lady Li”(「李夫人」)。

## 其他

### 传奇故事
北京狗有两个起源故事，第一个很普遍，是狮子和绒猴：
一只狮子和一只绒猴相爱了，但是狮子太大了，于是它到佛祖那里讲出他的苦恼，佛祖于是让他缩小成绒猴的大小。而北京狗就是它的后裔。
第二个，不那么普遍，来自于蝴蝶和狮子的故事：
狮子爱上了蝴蝶，但是蝴蝶和狮子知道个头差距太大了。于是两个人到佛祖那里祈求，佛祖答应取中不溜。北京狗就这么来的。
另一个故事是说北京狗是狮子和猴子的杂交种，有前者的贵族气质和外表，后者的有趣步法。
因为北京狗与佛祖有关，所以是寺院里的狗，因此，它不仅仅是玩物，因为个头很小，所以就可以跟踪并杀掉皇宫和寺庙里的小鬼，另外胆子很大，所以也可以除掉最大最疯狂的妖精。（《鼠仙之妻》 Bride of the Rat God写的就是这个故事，但是作者并不相信那些传说）。

## 又见
- 京巴
- 鬆獅犬